# Mestna knjižnica Piran
Mestna knjižnica Piran  (akronim: SIKPIR) je osrednja splošna knjižnica v Občini Piran, s sedanjim sedežem na Župančičevi 4 v Piranu. 
Knjižnica je članica Združenja splošnih knjižnic, ki združuje splošne knjižnice na območju Slovenije na področju knjižnične dejavnosti.
Knjižnica ponuja široki izbor literature, čitalnico, oddelek za otroke, publikacije in domoznansko gradivo, strokovno literaturo in multimedijo. 
Deluje kot javni zavod v okviru občine Piran, kot tradicionalna knjižnica, pa tudi kot multimedijski informacijski in kulturni center za člane, otroke, učence, upokojence ter občane. 
Mestna knjižnica Piran deluje na narodnostno mešanem območju, zato spodbuja medkulturno izmenjavo in dialog, vzpostavlja različne oblike sodelovanja s pripadniki italijanske narodne skupnosti ter krepi posameznikove sposobnosti za strpno in tvorno sobivanje.

## Zgodovina
Mestna knjižnica Piran je bila ustanovljena z odločbo piranskega občinskega odbora 23. marca 1956. Kot osrednja občinska knjižnica pokriva s svojo dejavnostjo območje Občine Piran, ki ga sestavlja enajst naselij: Piran, Portorož, Lucija, Seča, Sečovlje, Strunjan, Parecag, Dragonja, Sv. Peter, Padna in Nova vas.

Po več kot 50 letih delovanja v pritličnih prostorih sodne palače na Tartinijevem trgu 1 je januarja 2009 knjižnica odprla svoje nove, sodobno opremljene prostore v Piranu, na naslovu Župančičeva ulica 4. 
Dne 23. aprila 2009 je bila odprta dislocirana enota knjižnjice v Luciji, na naslovu Obala 116. V juliju 2014 se je lucijska knjižnica preselila v nove prostore, v drugem nadstropju Trgovsko-poslovnega centra TPC Lucija, Obala 114.

## Vodstvo knjižnice
V šestdesetletni zgodovini so strokovne temelje za zadovoljevanje izobraževalnih, kulturnih, razvedrilnih in drugih potreb uporabnikov ter obiskovalcev vseh starosti postavili, skrbeli in nadgrajevali zaslužni ravnatelji oz. direktorji javnega zavoda: Alojz Maruško, Marija Sovre, Marjana Lenassi, Slavko Gaberc in Oriana Košuta Krmac, s sodelavci.